# مقبرة صخرة اي تشير
مقبرة صخرة اي تشير (بالفارسية: مقبره صخره‌ای چیر) هو مقبرة تاريخي يعود إلى ألفية 1 ق.م، ويقع في مقاطعة خوي.